# Le Vigen
Le Vigen település Franciaországban, Haute-Vienne megyében. Lakosainak száma 2298 fő (2022. január 1.). Le Vigen Boisseuil, Feytiat, Jourgnac, Limoges, Saint-Jean-Ligoure, Saint-Maurice-les-Brousses és Solignac községekkel határos.

## Népesség
A település népességének változása:
| Lakosok száma | 2068 | 2109 | 2190 | 2171 | 2201 | 2236 | 2271 | 2280 | 2298 |
|               | 2013 | 2015 | 2016 | 2017 | 2018 | 2019 | 2020 | 2021 | 2022 |